# Pedro Massacessi
Pedro Massacessi (født 9. januar 1966) er en tidligere argentinsk fodboldspiller.
Han har spillet for flere forskellige klubber i sin karriere, herunder Yokohama Marinos.